# Araneus isabella
Araneus isabella är en spindelart som först beskrevs av Vinson 1863.  Araneus isabella ingår i släktet Araneus och familjen hjulspindlar.
Artens utbredningsområde är Madagaskar. Inga underarter finns listade i Catalogue of Life.